# Clovis Maliska
Clovis Raimundo Maliska é um engenheiro brasileiro. 
Membro titular da Academia Nacional de Engenharia (cadeira 71) e comendador da Ordem Nacional do Mérito Científico, é professor do Departamento de Engenharia Mecânica da Universidade Federal de Santa Catarina.
Possui Graduado em engenharia mecânica pela Universidade Federal de Santa Catarina em 1973, onde obteve um mestrado em 1975. Obteve um doutorado na Universidade de Waterloo, em 1981. Atualmente é Professor titular do Departamento de Engenharia Mecânica e Coordenador do SINMEC- Laboratório de Simulação Numérica em Mecânica dos Fluidos e Transferência de Calor.
Atua na área de desenvolvimento e aplicações de métodos numéricos para Transferência de Calor e Mecânica dos Fluidos, concentrados no método dos volumes finitos baseado em elementos (EbFVM) para malhas não-estruturados, volumes finitos para coordenadas generalizadas, métodos multigrid, escoamentos em meios porosos, escoamentos multifásicos, escoamentos de metais líquidos, escoamentos compressíveis, algoritmos para minimização da difusão numérica e dos efeitos de orientação de malha. As aplicações tem sido feitas, principalmente, em simulação de reservatórios de petróleo, escoamentos gás/sólido, escoamentos gás/líquido, simulação de escoamentos de metais líquidos da indústria siderúrgica.
É autor do livro Transferência de Calor e Mecânica dos Fluidos Computacional, um livro na área de Mecânica dos Fluidos Computacional (CFD), usado na maioria dos cursos de pós-graduação brasileiros na área de CFD.